# Linda Haglund
Linda Haglund-McTear, švedska atletinja, * 15. junij 1956, Stockholm, Švedska, † 21. november 2015, Stockholm.
Nastopila je na poletnih olimpijskih igrah v letih 1972, 1976 in 1980, ko je dosegla svojo najboljšo uvrstitev s četrtim mestom v teku na 100 m. Na evropskih prvenstvih je v isti disciplini osvojila srebrno medaljo leta 1978, na evropskih dvoranskih prvenstvih pa naslov prvakinje leta 1976 in tri srebrne medaljo v teku na 50 in 60 m. Leta 1981 je prejela osemnajstmesečno prepoved nastopanja zaradi dopinga. 